# الكمين (مسلسل)
الكمين هو مسلسل مغربي عُرض سنة 2002 على القناة الأولى المغربية، من كتابة وإخراج فاطمة بوبكدي، المسلسل مستوحى من القصص الفلكلورية المغربية، وهو من بطولة هشام بهلول، وياسين أحجام، وعمر شنبوط، وحنان زهدي، وهند السعديدي، وعادل بلحجام.

## ملخص القصة
تدور أحداث المسلسل حول الصراع بين القبائل من خلال قصة سبع بنات تعرضت قبيلتهن إلى هجوم من طرف قبيلة أخرى نتج عنه ما يشبه الإبادة الجماعية ولم ينجو من الموت سوى البنات السبع اللواتي سيبدأن رحلة طويلة عبر قبائل شتى بحثًا عن الاستقرار بين أهلها.

## طاقم التمثيل

### أدوار رئيسية
| الممثل       | الدور      |
| ------------ | ---------- |
| هشام بهلول   | رائد الضحى |
| ياسين أحجام  | ليل        |
| عمر شنبوط    | ضرام       |
| حنان زهدي    | سيمان      |
| هند السعديدي | تساوت      |
| عادل بلحجام  | إيزم       |

### أدوار ثانوية
- روزينا الغضبان في دور شمس
- نسرين الشرقاوي في دور دجنة
- سناء عكرود في دور دعجاء
- ريم منصور في دور غدوة
- حنان بن موسى في دور تلايت
- إيمان نصاح في دور تهيا
- أمال طه في دور توفتري
- فاطمة الشيكر في دور إيجا
- هشام ميموني في دور أدناس
- جمال بن شيبة في دور نيت
- سهام الزبيرفي دور تيليلا
- عبد الرحيم المنياري في دور هزيع
- عبد الحق بلمجاهد في دور غبش
- عبد الحميد الحريري في دور غسق
- سعيد ظريف في دور سديم
- سناء التازي في دور مشاعل
- أمينة أحريس في دور تودا
- هشام موثق في دور أثير
- أمينة أحريس في دور أسفو
- لطفي آيت الجاوي في دور أيور
- هنية الغاشي في دور إشرقة
- سعاد النجار في دور أم غدوة
- محمد الزيات في دور أبو غيم

### ضيوف الشرف
- فاطمة وشاي في دور أم شمس
- حسن مكيات في دور أدمس